# První československý samostatný stíhací letecký pluk

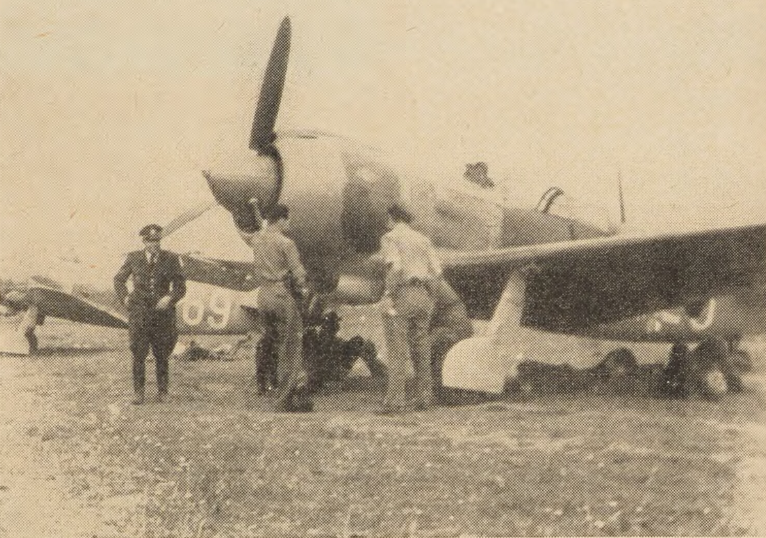
Letouny Lavočkin La-5 1. čs. samostatného leteckého pluku

1. československý samostatný stíhací letecký pluk v SSSR nebo také 128. československá samostatná stíhací peruť v SSSR byla součástí 1. československého armádního sboru v SSSR od 16. dubna 1944. Od ledna 1945 byla reorganizována na 1. československou smíšenou leteckou divizi. Účastnila se Slovenského národního povstání.

## Dějiny pluku
Jednotka vznikla 3. července 1944 v Kubince v SSSR v rámci 2. letecké armády generála Krasovského. Velitelem byl škpt. František Fajtl, zástupcem velitele škpt. Jan Klán a velitelé letek npor. František Chábera a npor. Josef Stehlík. Náčelníkem štábu byl škpt. Stanislav Rejthar. Vyzbrojena byla moderními sovětskými stíhacími letouny Lavočkin La-5FN. Bojovou činnost zahájila hlídkovým letem 5 letadel 10. září.

### Pluk v SNP
Po zahájení SNP přeletěli velitelé na 4 letadlech 15. září 1944 na letiště Tri Duby prozkoumat možnost operování přímo z povstaleckého území. Pro zranění zůstal npor. Stehlík na Slovensku i s letadlem La-5FN trupového čísla 88. Ostatní tři velitelé přeletěli zpět. Po podání hlášení rozhodl generál Krasovskij o přesunu celého pluku.
17. září 1944 odletělo zbývajících 21 letadel. Při mezipřistání v Krosně byl poškozen La-5FN trupového čísla 95 pilota Rudolfa Borovce. Na polním letišti Zolná u Zvolena přistálo téhož dne 20 letadel.. Zolná byla vybrána jako bezpečnější místo ve srovnání s často bombardovanou základnou Tri Duby. Pluk se pokoušel o nasazení také na nevyhovujícím polním letišti Rohozná a později v říjnu 1944 se pluk přemístil na Tri Duby, protože Zolná byla pro rozbahněnou plochu již nepoužitelná. Po příletu na Slovensko se pluk stal se součástí 1. československé armády na Slovensku a podařilo se mu vybojovat nadvládu nad vzdušným prostorem povstaleckého území (i za pomoci spojeneckého letectva (15. letecká armáda USAAF), které zničilo Němci využívanou leteckou základnu Malacky.
První a zároveň jednou z nejdůležitějších operací, byl nálet na letiště v Piešťanech uskutečněný už 18. září 1944. Na letišti v Piešťanech předtím průzkum kombinované letky zjistil přítomnost 30 německých letadel (typů Ju-88, Ju-87, Bf-109 a Fw-189). Přepad provedla osmičlenná skupina pod vedením velitele první perutě nadporučíka Stehlíka, využila při tom moment překvapení a na zemi zničila 10 nepřátelských letadel, dalších 10 zničila pravděpodobně také (nebo těžce poškodila) a zbývajících 10 poškodila. Letci podporovali i pozemní povstalecké jednotky na frontách a kromě stíhacích úkolů plnili i bombardovací, bitevní a průzkumné úkoly. Bojovou činnost zajišťoval slovenský a sovětský pozemní personál. Munici, pohonné hmoty a náhradní díly dodávala vzdušným mostem 6. letecká armáda generála Krasovského.
25. října 1944 byl pluk evakuován. 11 letuschopných letadel odletělo ve směru na Polsko a Rumunsko, dvanácté se poškodilo při startu. Zbytek leteckého pluku, který nebylo možné evakuovat (letecký i pozemní personál), se pod vedením škpt. Stanislava Rejthara vydal společně s mužstvem druhé československé paradesantní brigády na ústup do Nízkých Tater (pochod Bílou smrtí). Po rozpuštění brigády 11. listopadu 1944 pokračoval Stanislav Rejthar v boji proti okupantům jako člen partyzánské skupiny Muzikant, která operovala v blízkosti obce Horní Lehota. Působil zde jako velitel bunkru pod identitou Ondreje Kováčika. Jeho skupina, čítající přibližně 80 mužů, úspěšně překročila sovětsko-německou frontu v prostoru Bystrá v polovině února 1945. 
Do tohoto dne uskutečnili jeho letci 573 bojových letů v trvání 376 operačních hodin, zaznamenali 9 potvrzených a 10 pravděpodobných sestřelů nepřátelských letadel. 11 nepřátelských letadel zničili na zemi. Dále zničili 77 nákladních a 13 osobních automobilů, 3 dělostřelecké a 3 minometné baterie, 2 tanky a 3 lokomotivy.
Při útocích na pozemní cíle zahynuli: ppor. F. Vaculík, ppor. B. Mráz, a ppor. T. Motyčka. V horách jako partyzáni zahynuli: por. R. Borovec, ppor. Medveděv a staršina Šapošnikov. 
Přehled letadel La-5FN, které se zúčastnily SNP .
| Trupové číslo | přílet                    | zánik letadla                                                                | odlet                                                   |
| ------------- | ------------------------- | ---------------------------------------------------------------------------- | ------------------------------------------------------- |
| 02            | npor. František Chábera   | havárie při odletu npor. F. Chábera zničeno při evakuaci 26. října           |                                                         |
| 12            | rtm. Ľudovít Dobrovodský  |                                                                              | úspěšný                                                 |
| 12 '          | ppor. František Štička    | zničeno při evakuaci 23. října                                               |                                                         |
| 13            | ppor. Pavel Kocfelda      | zničeny 11. října v Zolná zničeno při evakuaci 23. října                     |                                                         |
| 17            | ppor. Leopold Šrom        |                                                                              | ? Úspěšný                                               |
| 19            | ppor. Stanislav Tocauer   |                                                                              | 25. října nouzové přistání v Rumunsku ppor. P. Kocfelda |
| 20            | ppor. Tomáš Motyčka       | 15. října zasaženo ppor. T. Motyčka zahynul                                  |                                                         |
| 23            | ppor. Bohuslav Mráz       | poškozeno 20. září a vyřazené pravděpodobně se podařilo opravit před odletem | pravděpodobně úspěšný                                   |
| 23 *          | ppor. Antonín Vendl       |                                                                              | úspěšný                                                 |
| 24            | ppor. Stanislav Hlučka    |                                                                              | 25. října nouzové přistání v Rumunsku                   |
| 37            | ppor. Jan Skopal          | zničeno při startu 7. října ppor. J. Skopal zraněn                           |                                                         |
| 39            | škpt. Jan Klán            |                                                                              | úspěšný                                                 |
| 58            | škpt. František Fajtl     |                                                                              | 25. října nouzové přistání v Rumunsku                   |
| 62            | SRTM. Anton Matúšek       | zničeno při nouzovém přistání 25. října u Domaňovců SRTM. A. Matúšek         |                                                         |
| 65            | ppor. František Loucký    |                                                                              | úspěšný                                                 |
| 69            | ppor. Ladislav Valoušek   |                                                                              | úspěšný                                                 |
| 71            | ppor. František Krůťa     | 19. září zasaženo ppor. František Krůťa zajat                                |                                                         |
| 74            | ppor. František Vaculík   | 7. října zasaženo ppor. B. Mráz zahynul                                      |                                                         |
| 88            | škpt. Jan Klán (15. září) |                                                                              | úspěšný                                                 |
| 95            | poř. Rudolf Borovec       | neúspěšný, poškození při mezipřistání v Krosně 17. září                      |                                                         |
| 99            | ppor. Jiří Řezníček       | zničeno při nouzovém přistání 18. října ppor. J. Řezníček těžce zraněn       |                                                         |
| 151           | kpt. Stanislav Rejthar    | 20. září zasaženo ppor. F. Vaculík zahynul                                   |                                                         |

### Další činnost
V lednu 1945 se stal pluk součástí 1. československé smíšené letecké divize. Byl vyznamenán Československým válečným křížem 1939 a obdržel čestný název "Zvolenský".